# Estrela Negra de Bissau
Estrela Negra de Bissau (portugiesisch für „Schwarzer Stern von Bissau“), kurz auch EN Bissau, ist ein Sportverein aus der guinea-bissauischen Hauptstadt Bissau. Der Militärklub ist besonders für seine Fußballabteilung bekannt, bietet aber auch kulturelle Veranstaltungen.
Der Verein empfängt seine Gäste im 12.000 Zuschauer fassenden Estádio Lino Correia.

## Geschichte
Erstmals wurde der Klub 1937 gegründet, in der damaligen Portugiesischen Kolonie Portugiesisch-Guinea. Nach der Unabhängigkeit des Landes 1974 wurde der Verein am 5. April 1975 von der Marine innerhalb der Streitkräfte Guinea-Bissaus (FARP) neu gegründet, unter der Bezeichnung Clube Desportivo Recreativo e Cultural das FARP. Mit der Saison 1988/89 erhielt er seinen heutigen zivilen Namen, der Bezug zum schwarzen Stern in der Flagge Guinea-Bissaus nimmt.
Der Klub spielte mehrmals in der ersten Liga, dem Campeonato Nacional da Guiné-Bissau. Seit seinem Abstieg 2015 tritt der Klub in der Gruppe A (Série A) der zweiten Liga an (Stand Anfang 2018).
Als größter Erfolg kann seine Qualifikation für den Afrikapokal der Pokalsieger 1980 gelten: nachdem sich Benfica Bissau als Double-Sieger bereits für den Afrikapokal der Landesmeister qualifiziert hatte, rückte Estrela Negra als unterlegener Endspielteilnehmer des Guinea-bissauischen Pokals in den Afrikapokal der Pokalsieger auf. Aus finanziellen Gründen trat der Klub jedoch nicht an.
Zuletzt (2017) spielte der Klub als Erster der Gruppe A (Série A) der Zweiten Liga (Campeonato Nacional da 2.ª Divisão) um den Wiederaufstieg, wurde jedoch nur Zweiter, Aufsteiger wurde Erstliganeuling FC Sonaco.

## Erfolge
- Afrikapokal der Pokalsieger:
  - 1980 (Qualifikation)